# Фоссати, Джорджо Доменико
Джорджо Доменико Фоссати (итал. Giorgio Domenico Fossati; 31 июля 1705, Моркоте — 4 сентября 1785, Венеция) — швейцарско-итальянский архитектор, художник-гравёр и писатель. Его архитектурное наследие невелико, но в историю искусства он вошёл в качестве популяризатора с помощью гравюр и текстов произведений Андреа Палладио и культуры зарождающегося неоклассицизма.

## Биография
Джорджо Доменико Фоссати родился в Моркоте в швейцарском кантоне Тичино на берегу озера Лугано в 10 км от города Лугано. Из этой местности происходили многие архитекторы, в том числе работавшие в Венеции. Когда Джорджо было всего одиннадцать лет, в 1716 году, он присоединился к отцу в Венеции и начал сотрудничать с ним в качестве помощника тессинского архитектора Доменико Росси.
После смерти родителей в 1724 году он сначала продолжил сотрудничество с Росси, но в 1726 году вернулся на родину, чтобы жениться на Феличите Каччиа, от которой у него было четверо детей. Пребывание в Швейцарии перемежалось несколькими деловыми поездками в Венецию, а также в Милан.
В 1739 году Фоссати вернулся и навсегда поселился в Венеции, где в 1743 году был выбран архитектором-смотрителем Скуолы Гранде ди Сан-Рокко. Тем временем продолжалась начатая в Моркоте работа по публикации произведений Андреа Палладио, в определённый период также в сотрудничестве с Франческо Муттони.
В качестве практикующего архитектора Фоссати занимался реконструкцией жилого комплекса в Сан-Стине. Он также осуществлял реставрационные работы, в том числе реставрацию Палаццо делла Раджоне в Падуе, повреждённого молнией. В 1570 году Фоссати получил заказ на строительство колокольни Фьессо д’Артиджанато, затем он обустроил интерьер этой церкви, в 1758 году занимался реконструкцией приходской церкви Вальногаредо.
Среди его работ в качестве сценографа — декорации для регаты в Венеции 1764 года по случаю приёма герцога Йоркского Эдуарда Августа и аллегорические сооружения для приёма «графа и графини Северных (Павла Петровича и Марии Фёдоровны)» в 1782 году.